# Bae Bae
"Bae Bae" là đĩa đơn của ban nhạc Hàn Quốc Big Bang và được phát hành dưới dạng kĩ thuật số vào ngày 1 tháng 5 năm 2015 bởi hãng thu âm YG Entertainment. Bài hát nằm trong album đĩa đơn đầu tiên M thuộc album phòng thu tiếng Hàn thứ ba MADE.

## Bối cảnh
Vào ngày 25 tháng 4 năm 2015 YG Entertainment công bô tên các bài hát chủ đề của album đĩa đơn M gồm "Loser" và "Bae Bae".

## Diễn biến xếp hạng
Chỉ hai ngày sau khi ra mắt "Bae Bae" đạt đỉnh ở vị trí số hai trên bảng xếp hạng download của Gaon với doanh số 217.594 bản, thứ 3 trên bảng xếp hạng kĩ thuật số, và số 15 trên bảng xếp hạng streaming. Trong tuần lễ thứ hai, bài hát vươn lên vị trí số 2 trên các bảng xếp hạng kĩ thuật số và streaming, tại vị ở vị trí số hai trên bảng xếp hạng download và bán ra thêm 178.764 bản. Sau hai tháng "Bae Bae" tiêu thụ 828.966 bản tại Hàn Quốc. Bài hát cán mốc 1 triệu bản vào ngày 13 tháng 8 năm 2015.
Bài hát xuất phát trên bảng xếp hạng "World Digital Songs" của Billboard ở vị trí số hai ngay sau "Loser" vào ngày 7 tháng 5. Video âm nhạc của bài hát cũng đứng thứ 4 trong danh sách các video âm nhạc K-pop được xem nhiều nhất tại Hoa Kỳ (tháng 4) theo Billboard, dù chỉ có 2 ngày xem. Trên YouTube, "Bae Bae" trở thành video K-pop được xem nhiều thứ 5 trong vòng 24 giờ với 3 triệu lượt xem và video K-pop được xem nhiều thứ 3 trong năm 2015.

## Video âm nhạc
Video âm nhạc do Seo Hyun Seung đạo diễn, người từng đạo diễn video của "Fantastic Baby". Billboard cho rằng đây có lẽ là video K-pop "gợi tình" nhất của một nhóm nhạc nam. Fuse khen ngợi thời trang và hình ảnh của video, đánh giá cao tài năng của nhóm khi đan xen phong cách hip hop bad-boy với giai điệu đầy cảm xúc. Vulture chọn "Bae Bae" là một trong "10 Bài hát hay nhất tuần" và cho rằng "Big Bang tuyệt nhất ở khoản hòa trộn hài hòa những yếu tố thẩm mỹ, còn video là ví dụ tiêu biểu cho cách nhóm chuyển từ thực tại lãng mạn như tiểu thuyết sang hình tượng Mad Hatter".

## Xếp hạng
| Bảng xếp hạng (2015)                                      | Vị trí cao nhất |
| --------------------------------------------------------- | --------------- |
| Hàn Quốc (Bảng xếp hạng Đĩa đơn hàng tuần của Gaon)       | 2               |
| Hàn Quốc (Bảng xếp hạng Đĩa đơn hàng tháng của Gaon)      | 2               |
| Hàn Quốc (Bảng xếp hạng kĩ thuật số nửa đầu năm của Gaon) | 6               |
| Hoa Kỳ World Digital Songs (Billboard)                    | 2               |

## Doanh số
| Bảng xếp hạng                   | Doanh số  |
| ------------------------------- | --------- |
| Bảng xếp hạng Download của Gaon | 1.027.044 |
| Billboard World Digital Songs   | 8.000     |